# Charlie Davies
Charles Desmond ("Charlie") Davies (Manchester, New Hampshire, 25 juni 1986) is een Amerikaans profvoetballer die bij voorkeur als aanvaller speelt. In 2014 tekende hij een vast contract bij New England Revolution, dat hem een seizoen eerder al huurde van Randers FC.

## Clubcarrière
Davies koos ervoor om na zijn 'collegejaren' niet te tekenen bij de Major League Soccer maar direct de overstap te maken naar Europa. Na een onsuccesvolle stage bij Ajax tekende hij in december van 2006 bij Hammarby IF uit Zweden. Op 24 juni 2007 maakte hij in de eerste ronde van de UEFA Intertoto Cup 2007 tegen KÍ Klaksvík zijn eerste doelpunt voor Hammarby. Zijn eerste competitiedoelpunten maakte hij echter pas in de laatste wedstrijd van het Zweedse seizoen in 2007 toen hij een hattrick maakte tegen GAIS. In 2008 ging het doelpunten maken hem wat makkelijker af. Hij maakte veertien doelpunten in zevenentwintig wedstrijden.
Op 10 juli 2009 werd bekendgemaakt dat Davies had getekend bij FC Sochaux uit de Ligue 1. In zijn tweede wedstrijd bij de club kwam hij als invaller op het veld tegen Girondins de Bordeaux en maakte hij twee doelpunten. Na acht wedstrijden bij de Franse club raakte Davies op 13 oktober 2009 betrokken bij een fataal auto–ongeluk. Davies was destijds met het Amerikaanse nationale team in Washington D.C.. Hij was een passagier in een auto die 's nachts van de weg raakte en op de vangrail klapte. Een 22–jarige vrouw die ook in de auto zat overleed als gevolg van het ongeluk. Davies liep een gescheurde blaas, een gebroken rechter scheenbeen en dijbeen, een gebroken elleboog, meerdere breuken in het gezicht en een hersenbloeding op. Door dit ongeluk liep hij het Wereldkampioenschap voetbal 2010 mis.
In 2011 werd Davies verhuurd aan D.C. United. Zijn debuut maakte hij op 19 maart 2011 als invaller tegen Columbus Crew, waartegen hij twee doelpunten maakte. Een week later maakte hij tegen New England Revolution opnieuw een doelpunt. Op 11 september 2011 maakte hij Chivas USA een hattrick. Davies sloot zijn huurperiode bij D.C. uiteindelijk af met elf doelpunten in zesentwintig competitiewedstrijden. Op 11 februari 2012 keerde Davies voor het eerst sinds het auto-ongeluk terug op het veld voor FC Sochaux in een met 1–0 verloren wedstrijd tegen Stade Rennais.
Aan het einde van het seizoen waren er geruchten dat AZ geïnteresseerd was in Davies. Technisch directeur Earnest Stewart sprak dit echter tegen. Uiteindelijk tekende Davies bij Randers FC. Hij maakte zijn debuut op 22 juli 2012 tegen Odense BK. Op 8 augustus 2013 werd hij verhuurd aan New England Revolution. Begin 2014 verliet Davies Randers FC definitief en ging hij aan de slag bij New England. Daar was hij in de play–offs van het seizoen in 2014 van grote waarde door in vijf wedstrijden vier doelpunten te maken en één assist te geven.

## Interlandcarrière
Op 2 juni 2007 maakte Davies tegen China zijn debuut voor het voetbalelftal van de Verenigde Staten. Op 15 oktober 2008 maakte hij tegen Trinidad en Tobago zijn eerste doelpunt voor de Verenigde Staten. Zijn tweede doelpunt maakte hij tegen Egypte in de groepsfase van de FIFA Confederations Cup 2009. Op 12 augustus 2009 maakte hij in een 2–1 verloren wedstrijd tegen Mexico het enige doelpunt voor de Verenigde Staten. Hij werd daarmee slechts de vierde Amerikaan die ooit scoorde in het Estadio Azteca.